# Бернвил (Пенсилванија)
Бернвил (енгл. Bernville) град је у америчкој савезној држави Пенсилванија.

## Демографија
По попису из 2010. године број становника је 955, што је 90 (10,4%) становника више него 2000. године.
| Група             | 2000.       | 2010.       |
| Белци             | 846 (97,8%) | 855 (89,5%) |
| Афроамериканци    | 5 (0,6%)    | 13 (1,4%)   |
| Азијати           | 0 (0,0%)    | 1 (0,1%)    |
| Хиспаноамериканци | 12 (1,4%)   | 73 (7,6%)   |
| Укупно            | 865         | 955         |